# Nick Merkley
Nicholas "Nick" Merkley, född 23 maj 1997, är en kanadensisk professionell ishockeyforward som spelar för New York Rangers i NHL.
Han har tidigare spelat på NHL-nivå för San Jose Sharks, New Jersey Devils och Arizona Coyotes och på lägre nivåer för San Jose Barracuda, Binghamton Devils och Tucson Roadrunners i AHL och Kelowna Rockets i WHL
Merkley draftades i första rundan i 2015 års draft av Arizona Coyotes som 30:e spelare totalt.

## Statistik
| 2010–2011  | Calgary Bisons     | AMBHL      | 31  | 16 | 18  | 34  | 20  | —  | —  | —  | —  | —  |
| 2011–2012  | Calgary Bisons     | AMBHL      | 32  | 41 | 32  | 73  | 42  | 9  | 9  | 4  | 13 | 14 |
| 2012–2013  | Calgary Buffaloes  | AMHL       | 30  | 14 | 19  | 33  | 95  | 11 | 4  | 6  | 10 | 16 |
|            | Kelowna Rockets    | WHL        | 1   | 0  | 0   | 0   | 0   | 7  | 0  | 3  | 3  | 0  |
| 2013–2014  | Kelowna Rockets    | WHL        | 66  | 25 | 33  | 58  | 46  | 14 | 4  | 13 | 17 | 12 |
| 2014–2015  | Kelowna Rockets    | WHL        | 72  | 20 | 70  | 90  | 79  | 19 | 5  | 22 | 27 | 18 |
| 2015–2016  | Kelowna Rockets    | WHL        | 43  | 17 | 31  | 48  | 44  | —  | —  | —  | —  | —  |
| 2016–2017  | Kelowna Rockets    | WHL        | 63  | 23 | 40  | 63  | 73  | 17 | 6  | 13 | 19 | 22 |
| 2017–2018  | Arizona Coyotes    | NHL        | 1   | 0  | 0   | 0   | 2   | —  | —  | —  | —  | —  |
|            | Tucson Roadrunners | AHL        | 20  | 12 | 12  | 24  | 12  | —  | —  | —  | —  | —  |
| NHL totalt | NHL totalt         | NHL totalt | 1   | 0  | 0   | 0   | 2   | —  | —  | —  | —  | —  |
| AHL totalt | AHL totalt         | AHL totalt | 20  | 12 | 12  | 24  | 12  | —  | —  | —  | —  | —  |
| WHL totalt | WHL totalt         | WHL totalt | 245 | 85 | 174 | 259 | 242 | 57 | 15 | 51 | 66 | 52 |